# 다카하시 사오리
다카하시 사오리(일본어: 高橋 彩織, 1992년 1월 24일 ~ )는 일본의 여자 축구 선수이다.

## 구단 경력
나데시코 리그의 닛테레 벨레자, AS 엘펜 사이타마에서 활동했다.

## 국가대표팀 경력
그녀는 2008년 FIFA U-17 여자 월드컵에 참가할 일본 U-17 국가대표팀에 발탁되었으며, 2경기에 출전, 2득점을 넣었다.